# Catagramma speciosa
Catagramma speciosa är en fjärilsart som beskrevs av Johannes Karl Max Röber 1915. Catagramma speciosa ingår i släktet Catagramma och familjen praktfjärilar. Inga underarter finns listade i Catalogue of Life.